# Кам'янець-Подільський ґебіт
Кам'яне́ць-Поді́льський ґебі́т, Кам'яне́цький гебі́т (нім. Kreisgebiet Kamenez Podolsk «Кам'янець-Подільська округа») — адміністративно-територіальна одиниця генеральної округи Волинь-Поділля Райхскомісаріату Україна з центром у Кам'янці-Подільському, що існувала протягом німецької окупації Української РСР.

## Історія
Ґебіт утворено опівдні 1 вересня 1941 року на території захопленої нацистами Кам'янець-Подільської області як складову частину генеральної округи Брест-Литовський. Він охоплював місто Кам'янець-Подільський, виділене в окремий район, та ще п'ять сільських районів довоєнного радянського адміністративно-територіального поділу: Кам'янець-Подільський, Орининський, Смотрицький, Староушицький і Чемеровецький. 1 січня 1942 р. генеральну округу Брест-Литовський було перейменовано на генеральну округу Волинь-Поділля.  Станом на 1 вересня 1943 р. Кам'янець-Подільський ґебіт генеральної округи Волинь-Поділля поділявся на 6 районів: міський район Кам'янець-Подільський (нім. Rayon Kamenez Podolsk-Stadt), сільський район Кам'янець-Подільський (нім. Rayon Kamenez Podolsk-Land), район Оринин (нім. Rayon Orinin), район Смотрич (нім. Rayon Smotritsch), район Стара Ушиця (нім. Rayon Stara Uschiza) і район Чемерівці (нім. Rayon Tschemerowzy) — які збігалися з довоєнними межами міста Кам'янець-Подільський та п'ятьма радянськими районами: Кам'янець-Подільським, Орининським, Смотрицьким, Староушицьким і Чемеровецьким відповідно.
Перед самим утворенням цієї нацистської округи на її території сталася різанина місцевих і закарпатських євреїв.
7 вересня 1941 року в Кам'янець-Подільському гебіті з'явилося друком перше число газети адміністрації гебітскомісара «Подолянин», яка виходила двічі на тиждень – у четвер та неділю, по 1944 рік. Редактором був Микола Коркишко, згодом — Д. Корбутяк і колегія (1943). 
Вранці 26 березня 1944 року радянські війська відвоювали Кам'янець-Подільський у нацистів.